# Ommatius tectura
Ommatius tectura är en tvåvingeart som beskrevs av Scarbrough och Marascia 1999. Ommatius tectura ingår i släktet Ommatius och familjen rovflugor. Inga underarter finns listade i Catalogue of Life.